# Гравитационно ускорение
Гравитационно ускорение е ускорението на даден обект, породено от силата на гравитация. Пренебрегвайки триенето, например на въздуха, всички малки тела се ускоряват в гравитационно поле с една и съща скорост спрямо центъра на масите. Това равенство важи независимо от масите или състава на телата.
В различни точки на Земята, обектите падат с ускорение между 9,764 m/s2 и 9,834 m/s2, в зависимост от географската ширина и надморската височина, като за стандартна стойност обикновено се взима точно 9,80665 m/s2.

## За материална точка
Законът на Нютон за всеобщото привличане гласи, че съществува гравитационна сила между всеки две маси, която е равна по сила за всяка маса и е ориентирана така, че да привлича двете маси една към друга. Това се представя чрез формулата:
{\displaystyle F=G{\frac {m_{1}m_{2}}{r^{2}}}\ }
където {\displaystyle m_{1}} и {\displaystyle m_{2}} са двете маси, {\displaystyle G} е гравитационната константа, а {\displaystyle r} е разстоянието между двете маси. Формулата се извежда за планетарно движение, където разстоянието между планетите и Слънцето е достатъчно голямо, за да може планетите да се считат за материални точки. Ако една от масите е много по-голяма от другата, удобно е да се определи гравитационно поле около по-голямата маса както следва:
{\displaystyle \mathbf {g} =-{GM \over r^{2}}\mathbf {\hat {r}} }
където {\displaystyle M} е масата на по-голямото тяло, а {\displaystyle \mathbf {\hat {r}} } е единичен вектор, насочен от голямата маса към по-малката маса. Отрицателният знак обозначава, че силата е на привличане. По този начин силата, въздействаща върху по-малката маса, може да се изчисли чрез:
{\displaystyle \mathbf {F} =m\mathbf {g} }
където {\displaystyle \mathbf {F} } е векторът на силата, {\displaystyle m} е по-малката маса, а {\displaystyle \mathbf {g} } е вектор, сочещ към по-голямото тяло. Следва да се отбележи, че {\displaystyle \mathbf {g} } има единица за ускорение и е векторна функция на място спрямо голямото тяло, независимо от силата (или дори присъствието) на по-малката маса.
Този модел представлява гравитационното ускорение на далечно поле, свързано с масивно тяло. Когато размерите на тялото не са тривиални в сравнение с разстоянието, принципът на суперпозицията може да се използва за диференциални маси за предполагаемото разпределение на плътността в цялото тяло, за да се добие по-подробен модел за гравитационното ускорение близо до гравитационно поле. За сателити в орбита моделът на далечното поле е достатъчен за груби изчисления на височината, но не и за точно определяне на бъдещото местоположение след няколко орбити.
По-подробните модели включват изпъкналостта на земния екватор и неравните концентрации на маса (поради ударите от метеорити) на Луната. Мисията Gravity Recovery And Climate Experiment, започната през 2002 г., се състои от две сонди, наименувани Том и Джери, в полярна орбита около Земята, които измерват разликите в разстоянието между двете сонди, за да може по-точно да се определи гравитационното поле около Земята и да се следят промените, които настъпват с течение на времето. По подобен начин мисията Gravity Recovery and Interior Laboratory от 2011 – 2012 г. е съставена от две сонди, Еб и Флоу, в полярна орбита около Луната, за да се определи по-точно гравитационното поле за бъдещи навигационни цели и да се добие информация за физическия състав на Луната.

## Гравитационен модел на Земята
Видът на използвания гравитационен модел за Земята зависи от степента на нужната прецизност за дадена задача. За много задачи, като например симулация на летателни апарати, е достатъчно да се счете, че гравитацията е константа, определена като:
{\displaystyle g=} 9,80665 m/s2
основавайки се на данни от World Geodetic System 1984, където {\displaystyle g} се счита за сочеща надолу в местната отправна система.
Ако е желателно да се моделира теглото на обекта на Земята като функция от географската ширина, може да използва следното уравнение:
{\displaystyle g=g_{45}-{\tfrac {1}{2}}(g_{\mathrm {poles} }-g_{\mathrm {equator} })\cos \left(2\,\varphi \cdot {\frac {\pi }{180}}\right)}
където
- {\displaystyle g_{\mathrm {poles} }} = 9,832 m/s2
- {\displaystyle g_{45}} = 9,806 m/s2
- {\displaystyle g_{\mathrm {equator} }} = 9,780 m/s2
- {\displaystyle \varphi } = географска ширина, между −90 и 90 градуса

Нито един от тези изрази не отчита промени в гравитацията с промяна на надморската височина, но моделът с косинусовата функцията взема предвид центробежното влияние на въртенето на Земята. За самия ефект на привличане на масата, гравитационното ускорение при екватора е около 0,18% по-малко, отколкото при полюсите, тъй като той е разположен по-далеч от центъра на масата. Когато се прибави ротационният компонент (както в горния пример), гравитацията при екватора е около 0,53% по-малко, отколкото при полюсите, като гравитацията при полюсите не се променя от въртенето. Следователно, ротационният компонент на промяна, породен от географска ширина (0,35%), е около двойно по-значим от промяната в привличането на масата, породена от географска ширина (0,18%), но и двете отслабват силата на гравитацията при екватора, в сравнение с гравитацията при полюсите.
Следва да се отбележи, че за сателити, орбитите се отделят от ротацията на Земята, така че орбиталният период не е задължително един ден, но е възможно натрупването на грешки в хода на множество орбити, така че точността е от значение. За такива задачи, въртенето на Земята би било незначително, освен ако не се моделират вариации на географската дължина. Освен това, изменението на гравитацията с височината става важна, особено за силно елиптични орбити.
Earth Gravitational Model 1996 съдържа 130 676 коефициента, които прецизират модела на земното гравитационно поле. Най-значителната корекция е с около два порядъка по-значителна от следващата най-голяма поправка. Този коефициент се нарича {\displaystyle J_{2}} и прибавя сплескаността на полюсите на Земята. Възможно е да се напише функция на гравитационния потенциал за промяната на потенциалната енергия на единична маса, която се приближава от безкрайност към Земята. Вземането на частните производни на тази функция по отношение на координатна система би решило компонентите на посоката на вектора на гравитационно ускорение като функция от местоположението. Компонентът на земното въртене тогава може да бъде включен, ако е удачно, базирайки се на звезден ден (≈366,24 дни/год.) спрямо звездите, вместо на слънчев ден (≈365,24 дни/год.). Този компонент е перпендикулярен на оста на въртене, а не на повърхността на Земята. Сходен модел може да бъде настроен за геометрията и гравитационното поле на Марс.
Барицентричното гравитационно ускорение в точка в пространството се извежда чрез:
{\displaystyle \mathbf {g} =-{GM \over r^{2}}\mathbf {\hat {r}} }
където:
M е масата на привличащия обект, {\displaystyle \scriptstyle \mathbf {\hat {r}} } е единичният вектор от центъра на масата на привличащия обект към центъра на масата на ускорявания обект, r е разстоянието между двата обекта, а G е гравитационната константа.
Когато това изчисление се направи за обекти на повърхността на Земята, или за самолет, въртящ се със Земята, трябва да се вземе предвид факта, че Земята се върти и центробежното ускорение трябва да се извади.

## Обща теория на относителността
В общата теория на относителността, гравитацията е характеристика на изкривеното пространство-време и не се дължи на сила между телата. В тази теория, масите на телата изкривяват пространство-времето около тях, а другите частици се движат в траектории, определени от геометрията на пространство-времето. Гравитационната сила е само привидна сила. Няма гравитационно ускорение, тъй като собственото ускорение и четири-ускорението на обектите в свободно падане е нула. Вместо да търпят ускорение, обектите в свободно падане пътуват по прави линии върху изкривеното пространство-време.